# Jozef Remenár
Jozef Remenár (24. března 1911 Radošovce – 3. října 1944 Severní moře severozápadně od Stavangeru) byl slovenský palubní střelec 311. československé bombardovací perutě.

## Život

### Před druhou světovou válkou
Josźef Remenár se narodil 24. března 1911 v Radošovcích u Leopoldova v rodině Marie a Ernesta Remenárových. Vychodil čtyři ročníky obecné, čtyři ročníky měšťanské a vystudoval dvouletou obchodní školu. Následně pracoval jako mechanik a řidič, absolvoval prezenční vojenskou službu v Československé armádě. V roce 1936 odešel z Československa jako zaměstnanec firmy Baťa.

### Druhá světová válka
Do Československé armády v zahraničí vstoupil Jozef Remenár 17. března 1942. Zařazen byl k náhradnímu tělesu, k 12. červnu 1942 převelen k letectvu a přijat do Royal Air Force. Po absolvování patřičného výcviku byl 11. srpna 1943 přičleněn k 311. československé bombardovací peruti jako palubní střelec. Jako její příslušník se účastnil protiponorkových a protilodních hlídkových letů nad oceánem. Absolvoval 41 operačních letů. Byl účastníkem dvou nehod, při kterých ale nebyl nikdo zraněn. Dne 3. října 1944 odstartoval ve stroji Consolidated B-24 Liberator GR Mk.V FL937 PP-K pod velením Jaroslava Haly nad Severní moře. Podle poválečných zjištění došlo k napadení trojicí strojů Messerschmitt Bf 110G-2, z nichž byl sestřel zapsán Lt. Peteru Bäthgovi, který byl během boje zraněn na ruce. Liberator se po útoku rozlomil na dvě části, které následně zmizely pod hladinou. Celá posádka zahynula, moře žádné z těl nevydalo. Dosáhl hodnosti četaře.

## Ocenění

### Vyznamenání
- Pamětní medaile československé armády v zahraničí
- 1944 Československá medaile Za chrabrost před nepřítelem

### Posmrtná ocenění
- Jozefu Remenárovi byl v roce 1946 in memoriam udělen Československý válečný kříž 1939
- Jozef Remenár byl v roce 1991 in memoriam povýšen do hodnosti podplukovníka